# Howard Robert Horvitz
Howard Robert Horvitz (ur. 8 maja 1947 w Chicago) – amerykański biolog, laureat Nagrody Nobla z medycyny 2002.
Studiował na Harvardzie, gdzie uzyskał także doktorat (1974). Po studiach wyjechał do Wielkiej Brytanii i został członkiem zespołu badawczego w Laboratorium Cavendisha w Cambridge, gdzie współpracował z Sydneyem Brennerem. Przedmiotem badań Horvitza był nicień Caenorhabditis elegans. Uczony wykrył obecność programu samozniszczenia w DNA wszystkich komórek tego organizmu. Horvitz kontynuował badania po powrocie do USA (podjął pracę w Massachusetts Institute of Technology) i przyczynił się do wyjaśnienia zjawiska apoptozy.
Wraz z Sydneyem Brennerem i Johnem Sulstonem otrzymał w 2002 Nagrodę Nobla za odkrycia w dziedzinie genetycznej regulacji rozwoju organów i regulacji długości życia komórek.